# MP 18
MP 18 do Theodor Bergmann Abteilung Waffenbau sản xuất là súng tiểu liên đầu tiên được sử dụng trong chiến đấu. Nó đã được đưa vào phục vụ vào năm 1918 bởi quân đội Đức trong Thế chiến I. Nó là vũ khí chính của Sturmtruppen (các nhóm tấn công chuyên về chiến đấu hào). Mặc dù việc sản xuất MP18 kết thúc vào những năm 1920, thiết kế của nó đã trở thành nền tảng của hầu hết các khẩu súng tiểu liên từ năm 1920 đến năm 1960.

## Lịch sử

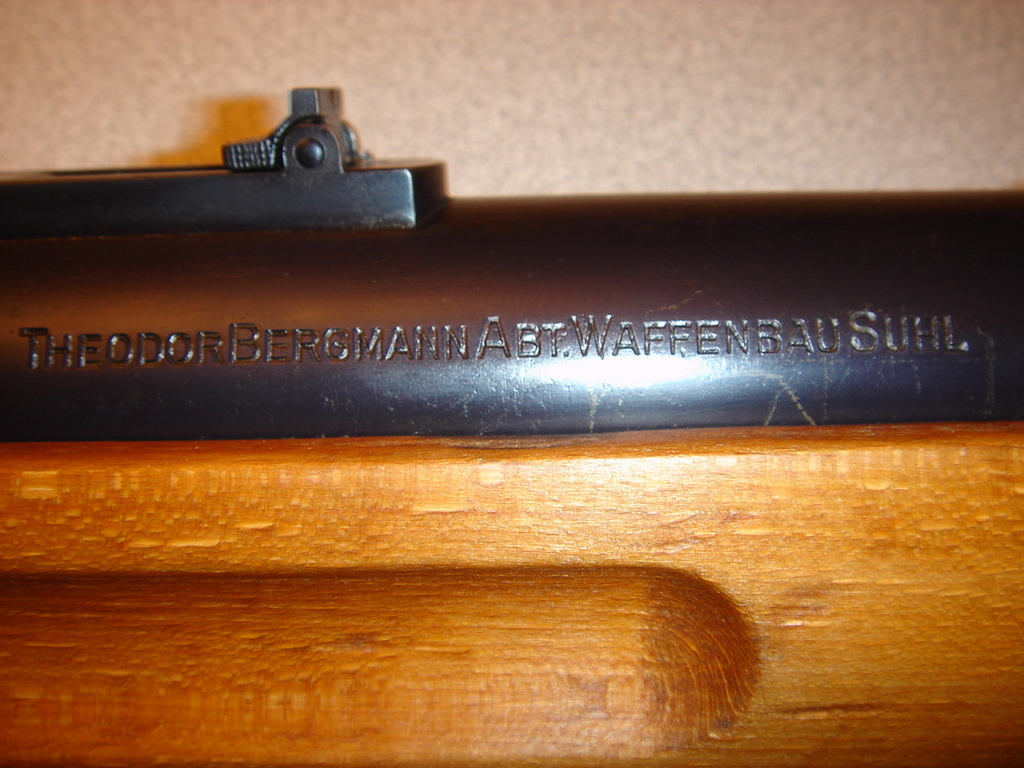
Thương hiệu Theodor Bergmann

Súng tiểu liên có nguồn gốc từ đầu thế kỷ XX, phát triển xung quanh các khái niệm về chiến thuật di chuyển và thâm nhập, đặc biệt đối với nhiệm vụ tiêu diệt các chiến hào của lính địch, môi trường mà trong đó súng trường bắn phát một tỏ ra không hiệu quả.
Năm 1915, Ủy ban kiểm tra súng trường Đức tại Spandau đã quyết định phát triển một vũ khí mới. Một cố gắng để sửa đổi các súng ngắn bán tự động hiện có, đặc biệt là Luger P08 và Mauser C96 đều thất bại, do độ chính xác trong chế độ tự động hoàn toàn là không cao do trọng lượng nhẹ và tốc độ bắn cao (1200 viên/phút). Ủy ban xác định rằng việc chế tạo một loại vũ khí hoàn toàn mới là cần thiết. Hugo Schmeisser, làm việc cho Bergmann Waffenfabrik, là thành viên của nhóm gồm Theodor Bergmann và một vài kỹ thuật viên khác. Họ đã thiết kế một loại vũ khí mới để đáp ứng các yêu cầu, được chỉ định là Maschinenpistole 18/I. Không rõ là cái tên "I" chỉ định, mặc dù người kế nhiệm MP28 được chỉ định là Maschinenpistole 28/II.
Sản xuất quy mô toàn bộ đã không bắt đầu cho đến đầu năm 1918. Mặc dù không phải là khẩu súng tiểu liên đầu tiên trên thế giới (súng tiểu liên Villar-Perosa của Italia được chế tạo vào năm 1915), tuy nhiên, trong cách sử dụng thuật ngữ hiện đại, MP 18 được coi là khẩu súng tiểu liên đầu tiên trên thế giới.

## Lịch sử chiến đấu
MP 18 chủ yếu phục vụ trong các giai đoạn cuối cùng của Thế chiến I năm 1918,. Ít nhất 5000 khẩu MP 18/1 đã được sử dụng trong Thế chiến I. Tuy nhiên, có thể có tới 10.000 chiếc được chế tạo.
MP 18 tỏ ra là một vũ khí tuyệt vời. Khái niệm của nó đã được chứng minh trong chiến đấu hào. Thiết kế cơ bản trực tiếp ảnh hưởng đến thiết kế súng tiểu liên sau đó và cho thấy sự vượt trội của nó so với súng trường bộ binh thông thường trong chiến tranh đô thị và du kích. MP 18 phục vụ cho lực lượng cảnh sát và lực lượng bán quân sự Đức sau khi kết thúc chiến tranh.
Tất cả các cuộc xung đột hạn chế giữa năm 1920 và 1940 đã được sử dụng ngày càng nhiều loại vũ khí mới này, đầu tiên ở Nam Mỹ trong Chiến tranh Chaco, sau đó là ở Châu Âu trong cuộc nội chiến Tây Ban Nha, và ở Trung Quốc trong cuộc xâm lược của Nhật Bản, nơi mà việc sử dụng nó tốt Quân đội Trung Quốc đã được đào tạo tốn kém cho những kẻ xâm lăng như ở trận Thượng Hải, nơi những cuộc chiến đường phố khốc liệt đã đánh bại được cuộc chiến tranh đô thị thế kỉ thứ hai của Stalingrad, Warsaw, Vienna và Berlin.
Một người lính Đức với một MP18 ở miền bắc nước Pháp, năm 1918
Kể từ khi hiệp ước cho phép Cộng hòa Weimar giữ một số lượng nhỏ súng tiểu liên cho việc sử dụng của cảnh sát, một vài trăm MP 18.1 đã được sửa đổi để chấp nhận thiết kế tạp chí ban đầu của Schmeisser 20. Sự thay đổi này được thực hiện bởi Haenel Waffenfabrik, yêu cầu phải loại bỏ cổ áo của tạp chí hiện tại và thay thế bằng một cái khác. Những vũ khí này đã bị overstamp với ngày "1920" trên người nhận và tạp chí để cho thấy họ là vũ khí hợp pháp thuộc sở hữu của Cộng hòa Weimar và không mang theo chiến tranh hoặc vũ khí bí mật.
Bergmann đã bán giấy phép của MP 18. 1 đến SIG Switzerland; Mô hình của Thụy Sĩ được gọi là SIG Bergmann 1920. Nó tồn tại trong 0,30 Luger, 9 mm Parabellum và 7,63 mm Mauser. Bergmann MP 18.1 đại diện cho một mốc quan trọng cả về công nghệ vũ khí và chiến thuật chiến tranh. Nó mở đường cho một loại vũ khí hoàn toàn mới và kích hoạt nghiên cứu cho các khẩu súng tự động nhẹ hơn được quân đội di động sử dụng. Các đối thủ cạnh tranh trực tiếp đầu tiên của nó đã không nhìn thấy dịch vụ trong Thế chiến thứ nhất, nhưng hầu hết trong số họ đã thấy sử dụng trong tất cả các xung đột giới hạn xảy ra trong thời kỳ chiến tranh liên chiến.

## Phát triển
Người Trung Quốc sản xuất một phiên bản MP 18 đã được sửa đổi ở Xưởng quân khí Thanh Đảo với sự trợ giúp của Heinrich Vollmer - cha đẻ của khẩu MP-40 danh tiếng sau này của Phát xít Đức. Người Pháp mặc dù đã từng quan tâm đến loại vũ khí này bởi vì họ đã thiết kế và đưa vào hoạt động nhiều loại vũ khí bán tự động và tự động, ngay lập tức đưa ra các nghiên cứu dựa trên những chiếc MP 18 đã bị bắt. Thiết kế của STA 1922 đã được thông qua và MAS 1924 bước vào phục vụ và được sử dụng trong chiến tranh thuộc địa. Pháp MAS 35 và MAS 38 bắt nguồn từ một trong những nguyên mẫu của chiến tranh ngay sau chiến tranh.
MP 28 được sản xuất bởi Haenel dưới sự giám sát của Hugo Schmeisser, nó được sao chép bởi Cộng hòa Tây Ban Nha thứ hai dưới tên mã Naranjero. Naranjero được đặt trong 9mm Largo.
Steyr MP 34 của Áo được tạo ra bởi một nhóm kỹ thuật viên do Louis Stange dẫn đầu thiết kế một khẩu súng tiểu liên cho Rheinmetall năm 1919 và sử dụng MG 15 của hãng Bergmann để thiết kế MG 30. Phần Lan và Estonia đã sử dụng SIG Bergmann 1920, Cảm hứng cho Estonian Tallinn năm 1923 và mô hình Suomi của Phần Lan 31, và điều này đã làm cho Degtyarev cảm kích về PPD 34 của mình.
Emil Bergmann, con trai của Theodor Bergmann đã thiết kế MP 32 phát triển thành MP34 như đã được Đan Mạch thông qua trước khi nhận được tên MP35 khi được Wehrmacht ra đời vào năm 1935. Loại súng tiểu liên này thường bị nhầm lẫn với Mitraillette 34, MP28 do Bỉ sản xuất Pieper Bayard, cựu nhà sản xuất được cấp phép Bergmann hoặc với MP34 của Steyr. Rất dễ dàng xác định Bergmann MP 32/34/35 hoặc phiên bản cuối cùng của nó 35/1 vì núm vặn hoạt động chính xác giống như một khẩu súng trường.
Năm 1940, với nhu cầu bức thiết cho các vũ khí tự động cá nhân, Anh đã sao chép MP 28 và phát triển khẩu súng tiểu liên Lanchester cho Hải quân Hoàng gia. Solidly được xây dựng với việc sử dụng đồng thau cho các tạp chí tốt, và một gắn kết lưỡi lê, nó được đưa vào phục vụ vào năm 1940. Các tạp chí và bolt của MP 28 có thể được sử dụng trong Lanchester.
OVP 1918, một con của Revelli của Villar Perosa 1915, lấy cảm hứng từ [cần dẫn nguồn] Heinrich Vollmer cho bolt kính thiên văn của ông được sử dụng trong VPM 1930, EMP, MP 38, MP 40 và MP 41. MP 18 vẫn còn trong dịch vụ hạn chế với Đức Các lực lượng vũ trang trong Thế chiến II, đặc biệt là với Sicherheitsdienst, sau đó các sư đoàn nước ngoài phía đông của Waffen SS và các đơn vị pháo binh vùng Kriegsmarine.

## Chi tiết thiết kế

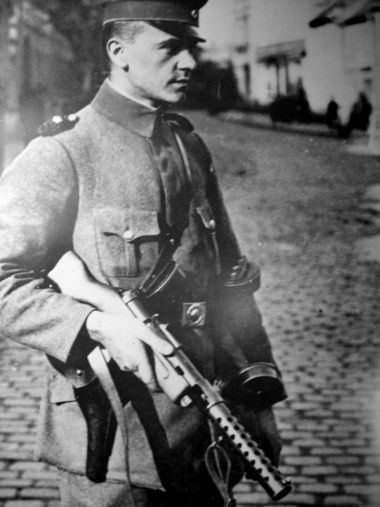
Một người lính với một khẩu MP18 ở Berlin vào năm 1919

MP 18 là một vũ khí hạng nặng, trọng lượng trên 5 kg (11,0 lb) khi nạp đầy. Ống thu nhận rất dày (~ 3 mm), so với súng tiểu liên sau Thế chiến II với một nửa độ dày hoặc ít hơn, chẳng hạn như súng Sten hoặc MP 40.
Mặc dù Schmeisser đã thiết kế một hộp tiếp đạn 20-inch cho vũ khí, Ủy ban Thử nghiệm vì lý do thực tế khẳng định rằng MP 18 được điều chỉnh để sử dụng hộp tiếp đạn hình trống "TM 08 Luger" 32-tua "ốc sên" Được sử dụng với phiên bản súng dài của khẩu súng Luger P08 được biết đến như là pháo binh.
Giống như nhiều thiết kế bu lông mở khác, MP 18 dễ bị xả. Nếu bộ phận của một khẩu pháo nạp được cho một tiếng gõ cứng trong khi bu lông hoàn toàn chạy về phía trước, khẩu súng có thể vô tình bắn ra bởi vì vít vượt qua kháng chiến mùa xuân và di chuyển về phía sau đủ để nhặt một cái bình, buồng và lửa. Những người lính thích buông súng vào vị trí đóng kín hoặc chuyển tiếp này, do đó bụi bẩn và mảnh vỡ sẽ không vào thùng và buồng. Phương pháp này đã đóng vai trò như một lớp phủ bụi cho buồng của vũ khí, ngăn ngừa sự cố xảy ra vì có những mảnh vỡ ngoài nước, nhưng có khả năng phóng thích tình cờ hơn.
Cảnh sát Đức đã yêu cầu an toàn bên ngoài đối với những chiếc MP 18 của họ, và một sự an toàn khóa bu lông cho tất cả các khẩu súng tiểu liên được cảnh sát sử dụng. Sau đó thiết kế súng tiểu liên như Sten và MP 40 đã được sửa đổi để cho phép tay quay được đẩy vào trong để khóa bu lông khép kín vào vỏ ống thu. Sự thay đổi thiết kế này đã ngăn chặn sự phóng điện vô tình khi bu lông bị rớt và một tạp chí đã được nạp vào.

## Vận hành

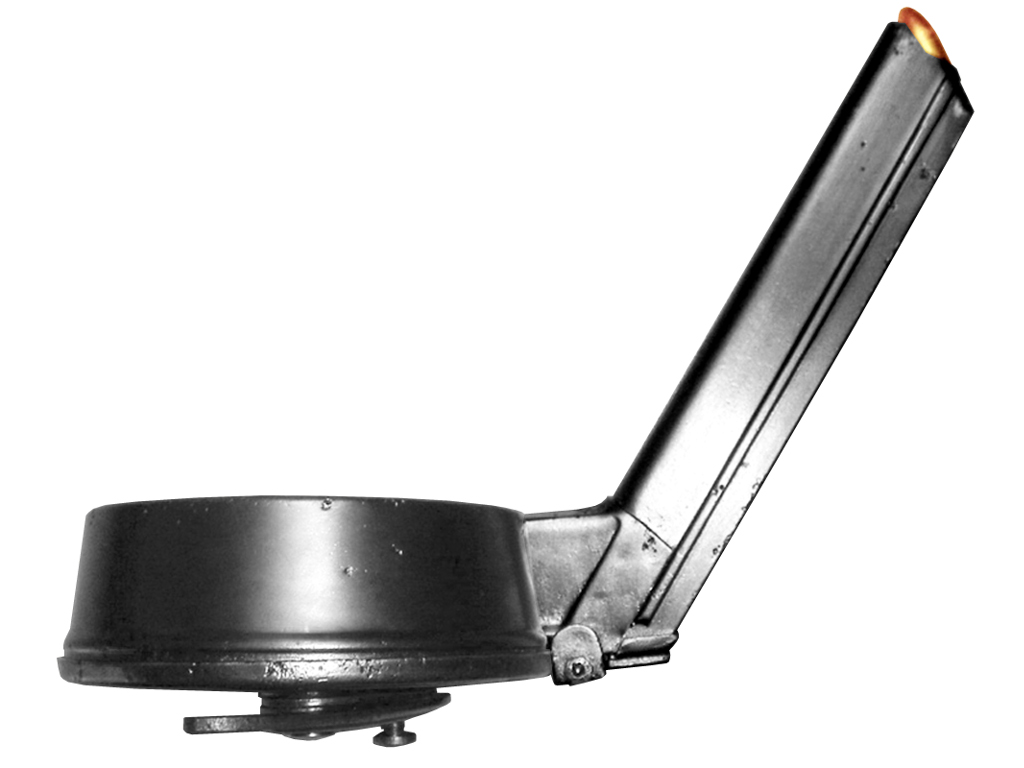
Hộp tiếp đạn TM 08 cho Bergmann MP 18.1

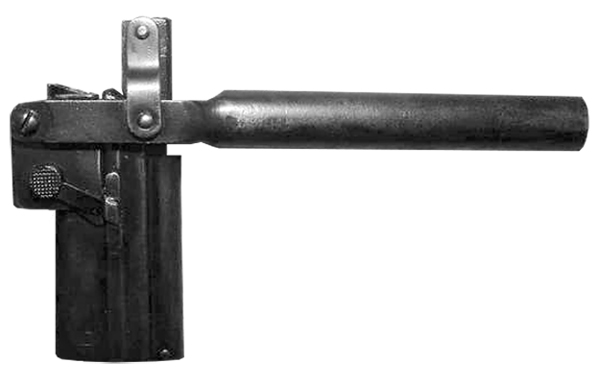
Ladegerät (loading appliance) for the TM 08 magazine

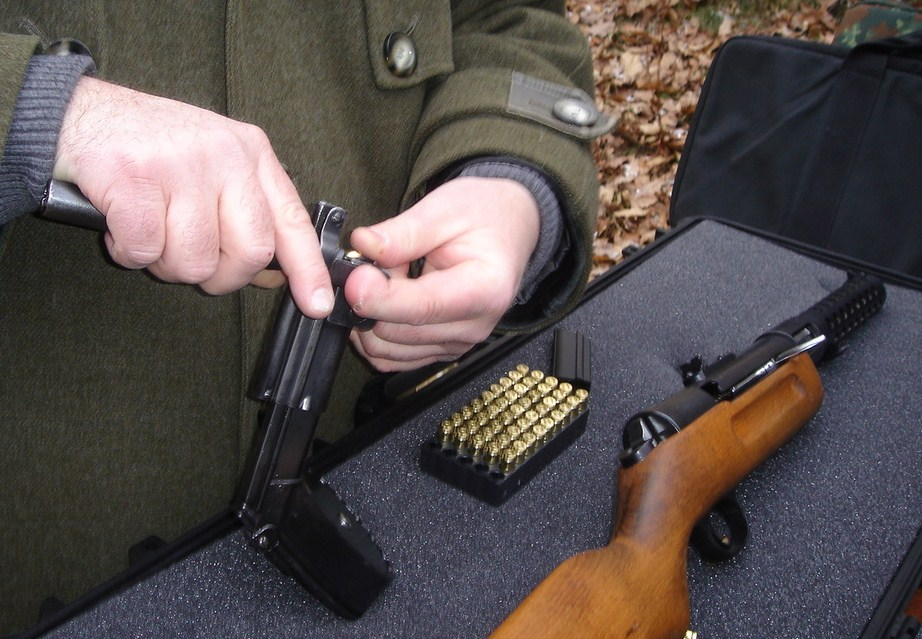
Nạp đạn cho khẩu TM 08

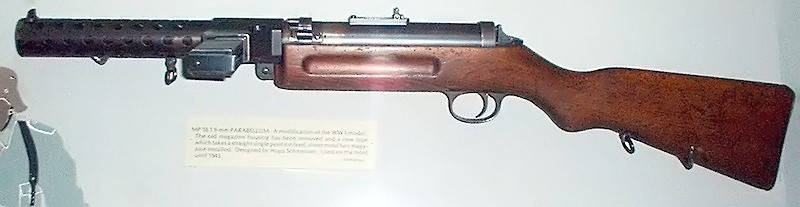
post World War I MP 18 with universal safety

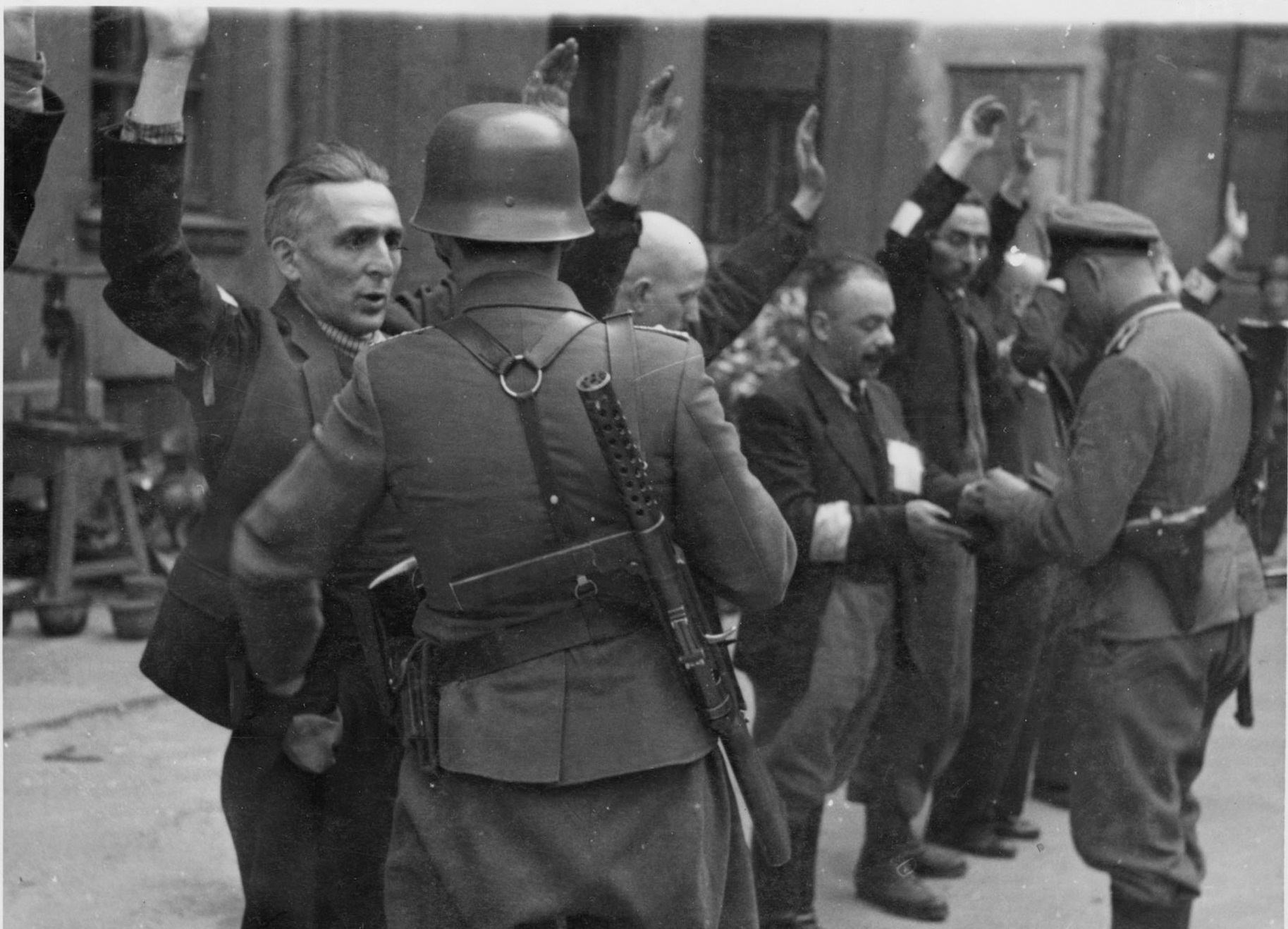
Warsaw Ghetto Uprising, 1943—an MP28 featured in a photo from the Stroop Report

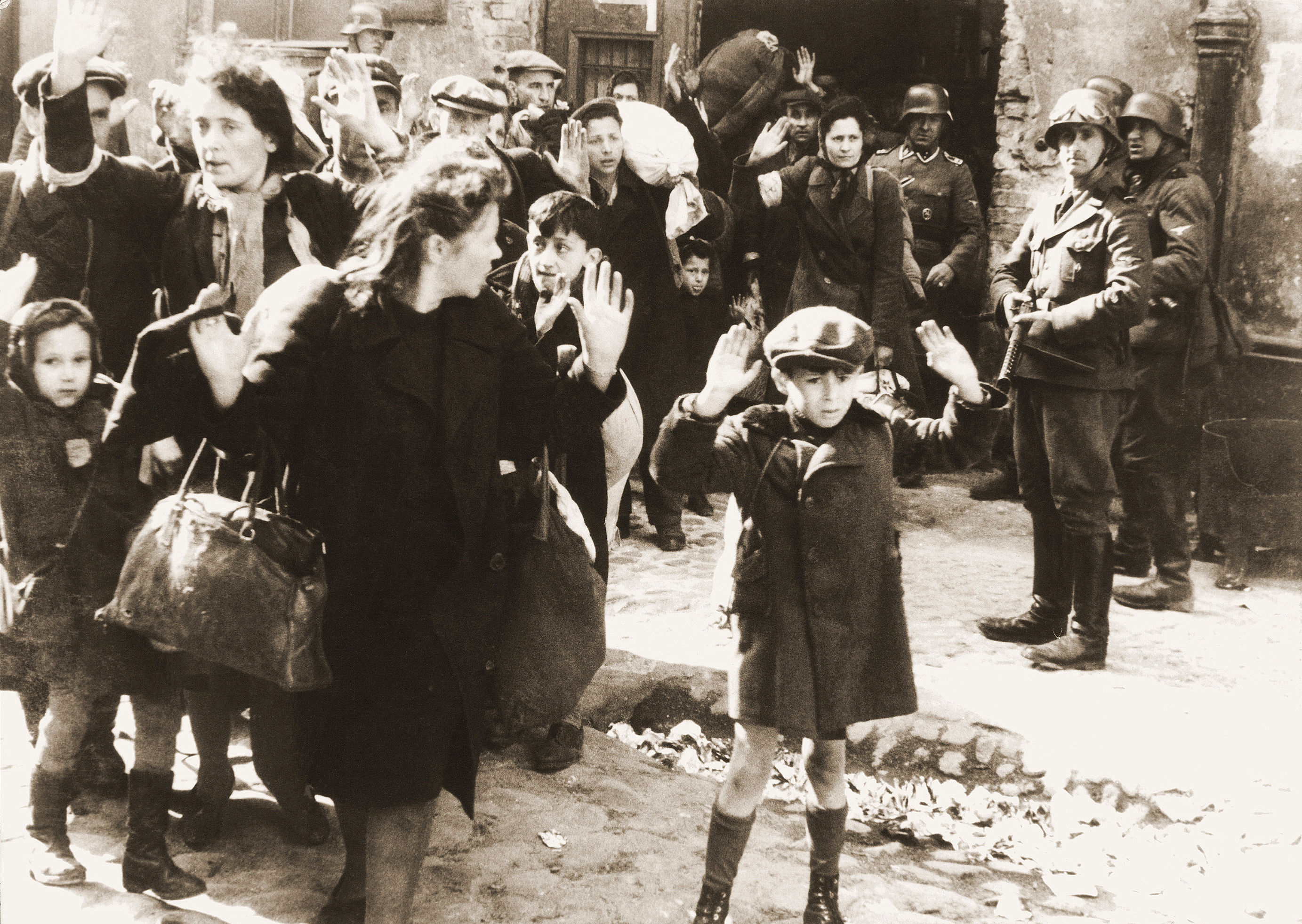
Another photo from the Stroop Report, showing an MP 28 in Warsaw, 1943

Bản gốc MP 18.1 được thiết kế để sử dụng tạp chí trống ốc của khẩu súng lục pháo Luger. Loại thiết kế quay của tạp chí này có 32 vòng 9 mm Parabellum, người sử dụng phải nạp tạp chí bằng một công cụ tải độc quyền. Một tay áo đặc biệt đã được yêu cầu khi trống ốc đã được sử dụng trên MP18 để ngăn không cho ốc sên bị chèn quá xa trong giếng tạp chí.
Sau năm 1920, MP 18 đã được sửa đổi để sử dụng một tạp chí thẳng giống như những thứ được sử dụng trong khẩu súng tiểu liên 40 MP sau đó. MP18 chỉ có thể kích hoạt chế độ hoàn toàn tự động. Người kế nhiệm của nó, MP 28/2, đã nhận được một cơ chế chuyển đổi với bộ chọn cho một lần bắn hoặc tự động hoàn toàn cháy.
Anh quốc trực tiếp sao chép MP28 vào đầu Thế chiến II. Kết quả là khẩu súng tiểu liên Lanchester, trông thấy dịch vụ với Hải quân Hoàng gia. Sten của Anh sử dụng cấu hình tạp chí bên cạnh và một phiên bản đơn giản của hệ điều hành kích hoạt bu lông mở của MP28.
Liên Xô đã sử dụng thiết kế MP 18 tương tự trong súng tiểu liên PPD-40 vào năm 1934. Sự phát triển tiếp theo của PPD-40 đã dẫn tới PPSh-41 được đơn giản hoá và sản xuất hàng loạt.
Tại Trung Quốc, cả Quân đội Quốc gia Trung Quốc và Quân đội Cộng sản đã sử dụng MP 18 và MP 28 để chiến đấu chống lại quân đội Nhật Bản

## Sử dụng
- Đế quốc Đức
- Trung Hoa Dân Quốc
- Cộng hòa Weimar: Dùng bởi cảnh sát sau chiến tranh
- Đức Quốc xã
- Đế quốc Ottoman
- Bolivia: Mua những khẩu MP 28 trong chiến tranh Chaco
- Romania: Những khẩu MP 28/II được cung cấp cho Iron Guard bởi Sicherheitsdienst, được quân chính phủ sử dụng sau khi Iron Guard thất bại trong cuộc nổi dậy vào tháng 1 năm 1941
- Bỉ: MP 28 được sản xuất theo giấy phép và được gọi là Ml-34 (Mitraillette Modèle 34)
- Đế quốc Nhật Bản: Sử dụng những khẩu SIG M/20 của Thụy Sĩ và dùng đạn 7,63×25mm Parabellum
- Phần Lan: Mua 1523 khẩu SIG M/20 dùng đạn 7,65×21mm Parabellum từ năm 1922-1940
- Na Uy: Mua 26 khẩu SIG Bergmann để trang bị cho lực lượng xung kích của cảnh sát Na Uy vào năm 1937
- Tây Ban Nha thời Franco: Sản xuất theo giấy phép
- Bồ Đào Nha: Cỡ nòng 7,65mm
- Indonesia: Súng của Thụy Sĩ-Nhật
- Malaysia